# Bitwa pod Ratyzboną
Bitwa pod Ratyzboną zwana również Bitwą pod Regensburgiem – bitwa, która została stoczona w dniach 19–23 kwietnia 1809 roku pomiędzy siłami francuskimi i austriackimi. Po stronie francuskiej dowodził marszałek Jean Lannes, podczas gdy na czele wojsk austriackich stał Arcyksiążę Karol. Austriacy zostali zmuszeni do wycofania się, a garnizon miasta do kapitulacji.

## Przebieg starcia
Ścigający Austriaków cesarz, nie czekając nawet na końcowe zwycięstwo pod Eckmühl, dotarł 21 kwietnia pod Ratyzbonę, gdzie spędził cały dzień, ale uznawszy, że garnizon miasta to tarcza ochronna arcyksięcia Karola, zostawił zdobycie cytadeli miejskiej marszałkowi Lannesowi.
W czasie bitwy cesarz Napoleon został trafiony pociskiem karabinowym w kostkę. Strzał został oddany ze znacznej odległości i nie zranił cesarza poważnie – była to jedynie kontuzja.
Z relacji Dezyderego Chłapowskiego, w tym czasie oficera ordynansowego Napoleona: Cesarz podjechał bliżej do miasta, zatrzymał się na wzgórzu, skąd miał dobrą perspektywę i patrzył przez swą lunetę, gdy nagle kula karabinowa, wystrzelona zapewne z ogrodów pod miastem, trafiła go w stopę. Cesarz zsiadł z konia, zdjęto mu but z nogi i Iwan, jego osobisty chirurg, założył opatrunek na kostkę, która była mocno stłuczona; przeciął także but w tym miejscu, by nie był za ciasny. Cesarz zaraz dosiadł konia i wrócił galopem do armii
Dwa kolejne szturmy nie pozwoliły Francuzom sforsować murów cytadeli, a obie strony poniosły znaczne straty. Pod murami i na moście wiodącym do bramy leżało wiele ciał poległych. Ludzie Lannesa nie mogli poderwać się do trzeciego natarcia, wobec czego marszałek sam chwycił drabinę i krzyknął: „Pokażę wam, że kiedyś byłem grenadierem i choć zostałem marszałkiem, to nadal jestem jednym z was!”
Ruszył naprzód w kierunku murów, ale zaraz został powstrzymany przez swych adiutantów. Jednak jego żołnierze, zawstydzeni słowami dowódcy, rzucili się do ataku. W tej sytuacji trzeci szturm się powiódł i w ciągu kilku minut wojska francuskie zdobyły cytadelę, a tym samo miasto. Ich straty wyniosły 1 500 do 2 000 zabitych i rannych, podczas gdy Austriacy stracili co najmniej 6 000 zabitych, rannych i wziętych do niewoli.
Tymczasem cesarz, posławszy marszałka Davouta do pilnowania północnych brzegów Dunaju, ruszył bezpośrednio na Wiedeń.